# Mazille
Mazille és un municipi francès, situat al departament de Saona i Loira i a la regió de Borgonya - Franc Comtat. L'any 2007 tenia 408 habitants.

## Demografia

### Població
El 2007 la població de fet de Mazille era de 408 persones. Hi havia 114 famílies, de les quals 28 eren unipersonals (16 homes vivint sols i 12 dones vivint soles), 33 parelles sense fills, 49 parelles amb fills i 4 famílies monoparentals amb fills.
La població ha evolucionat segons el següent gràfic:
Habitants censats

### Habitatges
El 2007 hi havia 192 habitatges, 129 eren l'habitatge principal de la família, 52 eren segones residències i 10 estaven desocupats. 185 eren cases i 5 eren apartaments. Dels 129 habitatges principals, 93 estaven ocupats pels seus propietaris, 31 estaven llogats i ocupats pels llogaters i 5 estaven cedits a títol gratuït; 9 tenien dues cambres, 25 en tenien tres, 30 en tenien quatre i 66 en tenien cinc o més. 86 habitatges disposaven pel capbaix d'una plaça de pàrquing. A 55 habitatges hi havia un automòbil i a 60 n'hi havia dos o més.

### Piràmide de població
La piràmide de població per edats i sexe el 2009 era:
| Homes | Edats   | Dones |
| ----- | ------- | ----- |
| 0     | 95 o +  | 0     |
| 0     | 90 a 94 | 20    |
| 4     | 85 a 89 | 20    |
| 8     | 80 a 84 | 4     |
| 0     | 75 a 79 | 16    |
| 12    | 70 a 74 | 12    |
| 8     | 65 a 69 | 16    |
| 12    | 60 a 64 | 12    |
| 8     | 55 a 59 | 12    |
| 4     | 50 a 54 | 4     |
| 16    | 45 a 49 | 28    |
| 8     | 40 a 44 | 20    |
| 12    | 35 a 39 | 4     |
| 8     | 30 a 34 | 16    |
| 8     | 25 a 29 | 0     |
| 4     | 20 a 24 | 4     |
| 0     | 15 a 19 | 8     |
| 16    | 10 a 14 | 8     |
| 16    | 5 a 9   | 8     |
| 0     | 0 a 4   | 4     |

## Economia
El 2007 la població en edat de treballar era de 229 persones, 167 eren actives i 62 eren inactives. De les 167 persones actives 158 estaven ocupades (81 homes i 77 dones) i 9 estaven aturades (3 homes i 6 dones). De les 62 persones inactives 20 estaven jubilades, 25 estaven estudiant i 17 estaven classificades com a «altres inactius».

### Ingressos
El 2009 a Mazille hi havia 126 unitats fiscals que integraven 312 persones, la mediana anual d'ingressos fiscals per persona era de 18.619 €.

### Activitats econòmiques
Dels 26 establiments que hi havia el 2007, 1 era d'una empresa alimentària, 2 d'empreses de fabricació d'altres productes industrials, 8 d'empreses de construcció, 6 d'empreses de comerç i reparació d'automòbils, 1 d'una empresa de transport, 3 d'empreses d'hostatgeria i restauració, 1 d'una empresa immobiliària, 2 d'empreses de serveis, 1 d'una entitat de l'administració pública i 1 d'una empresa classificada com a «altres activitats de serveis».
Dels 8 establiments de servei als particulars que hi havia el 2009, 1 era un taller de reparació d'automòbils i de material agrícola, 1 paleta, 2 guixaires pintors, 2 fusteries i 2 lampisteries.
Dels 2 establiments comercials que hi havia el 2009, 1 era una botiga de més de 120 m² i 1 una sabateria.
L'any 2000 a Mazille hi havia 11 explotacions agrícoles que ocupaven un total de 366 hectàrees.

## Equipaments sanitaris i escolars
El 2009 hi havia una escola elemental integrada dins d'un grup escolar amb les comunes properes formant una escola dispersa. Mazille disposava d'un liceu tecnològic

## Monuments
- Església romànica de Sant Blai (segle xi) ;
- Decanat del segle xiii, i la presó dels monjos negres o benedictins (privat) ;
- Un menhir (pierre levée) d'origen celta o franc, d'uns 2 metres d'alçada es pot trobar a la part alta del poble; té creu de ferro al capdamunt ;
- Convent de l'Ordre dels Carmelites (dit Carmel de la Paix), realitzat per l'arquitecte català Josep Lluís Sert i López (1968-1972), antic ajudant de Le Corbusier.

## Poblacions més properes
El següent diagrama mostra les poblacions més properes.